# Reichstag (zgrada)
 Ovo je članak o zgradi u Berlinu. Za druga značenja pogledajte razdvojbu Reichstag.
Reichstag je zgrada u Berlinu, u kojoj je sjedište jednog od dvaju domova njemačkog parlamenta – Bundestaga.
Građena je od 1884. do 1894. godine, prema projektu frankfurtskog arhitekta Paula Wallota. Godine 1933. teško je stradala u požaru te je bila izvan upotrebe. Ovaj je požar navodno podmetnuo nizozemski komunist Marinus van der Lubbe, koga su nacisti kasnije pogubili, iako se vjeruje da su nacisti sami zapalili zgradu kako bi optužili komuniste. Nacistička stranka je ovo iskoristila kao povod za čistku „izdajnika” u Berlinu i zabranu Komunističke partije Njemačke.
Reichstag je u povijesti bio središte i prvi parlament Svetog Rimskog Carstva, Sjeverne Njemačke Konfederacije i Trećeg Reicha do 1933. Danas se njemački parlament naziva Bundestag.
Nakon ujedinjenja Njemačke, zgrada je ponovo postala sjedištem njemačkog parlamenta, a velika obnova dovršena je 1999. godine pod vodstvom arhitekta Normana Roberta Fostera. Nova staklena kupola na povijesnoj zgradi iz 19. stoljeća reprezentativan je primjer suvremene arhitekture i jedna od najvećih znamenitosti Berlina.